# Wedem Arad
Wedem Arad (auch Wedem Raad,  äthiop. ወደም አራድ) (* vermutlich vor 1250; † vermutlich 1314) war von 1299 bis 1314 Neguse Negest (Kaiser) von Äthiopien.
Wedem Arad war der achte Kaiser aus der seit 1270 in Äthiopien herrschenden Salomonischen Dynastie. Er war der zweite Sohn von Yekuno Amlak (auch Tesfa Iyessus), des ersten Kaisers aus dieser Dynastie. Wedem Arad folgte den nur kurz regierenden Söhnen seines Bruders, Kaiser Yagbe’u Seyon, auf den Thron. Insgesamt ist über die Regentschaft von Kaiser Wedem Arad kaum etwas bekannt, da die äthiopische Geschichtsschreibung erst mit seinem Sohn und Nachfolger Amda Seyon begann.
So ist nur ein Feldzug des Kaisers aus dem ersten Jahr seiner Regentschaft gegen den nomadisierenden muslimischen Scheich Abu-Abdallah überliefert. Dieser Scheich hatte zum Heiligen Krieg gegen den Kaiser aufgerufen. Abu-Abdallah wurde schließlich zur Tributzahlung verpflichtet und in der Gegend von Shewa angesiedelt.
Über die Umstände des Todes von Kaiser Wedem Arad ist nichts bekannt.
Aufgrund der komplizierten Umschrift aus dem Amharischen kann die Schreibweise äthiopischer Eigennamen in verschiedenen Publikationen unterschiedlich sein.
| Vorgänger  | Amt                            | Nachfolger |
| ---------- | ------------------------------ | ---------- |
| Saba Asgad | Kaiser von Äthiopien 1299–1314 | Amda Seyon |

| Personendaten    | Personendaten                        |
| ---------------- | ------------------------------------ |
| NAME             | Wedem Arad                           |
| ALTERNATIVNAMEN  | Wedem Raad                           |
| KURZBESCHREIBUNG | Neguse Negest (Kaiser) von Äthiopien |
| GEBURTSDATUM     | unsicher: vor 1250                   |
| STERBEDATUM      | unsicher: 1314                       |